# Joseph Buttinger
Joseph Buttinger alias Gustav Richter (* 30. April 1906 in Reichersbeuern; † 4. März 1992 in New York City) war ein österreichischer Politiker der SDAP, Vorsitzender der Revolutionären Sozialisten und der Auslandsvertretung der österreichischen Sozialisten (AVOES), somit der letzte Parteiobmann der österreichischen Sozialdemokratie vor 1945. Nach seinem Ausscheiden aus der AVOES im Jahre 1942 und einem Universitätsstudium etablierte er sich in den USA und darüber hinaus als Ostasienexperte.
Als einer der drei wichtigsten Akteure der illegalen österreichischen Sozialdemokratie von 1934 bis zum Anschluss Österreichs an das Deutsche Reich 1938 wie auch im Exil (1938–1945) legte er gemeinsam mit Otto Bauer und Friedrich Adler einen kompromisslosen Kurs der exilierten Sozialdemokraten fest, der auch nach Bauers Tod (1938) und Buttingers Abgang (1942) bis Kriegsende ohne substanzielle Änderungen beibehalten wurde.

## Der politische Weg
In der ORF-Sendung „Zeugen unserer Zeit: Links wo das Herz ist“ (ausgestrahlt am 25. November 1974) schildert Joseph Buttinger in einem rund einstündigen Monolog sein Leben bis hin zu seinem Engagement für Vietnam. Demnach stammte er aus einer bitterarmen, aber kinderreichen Arbeiterfamilie (8 Brüder, 3 Schwestern), die sich mit Wanderarbeit in Deutschland und Österreich und sogar mit Betteln mehr recht als schlecht durchbrachte. Der Vater starb 1917 nach einer Verletzung, die er sich als Soldat im Weltkrieg zugezogen hatte. Anfang 1921 fand Buttinger Arbeit in der Glasfabrik von Schneegattern, allerdings schon 1924 ihren Betrieb einstellte. Im Arbeitermilieu von Schneegattern erlebte er sich zum ersten Mal nicht als der Letzte unter den Letzten, sondern als Gleicher unter Gleichen, las sein allererstes Buch, ein Werk von Friedrich Engels. Mit Begeisterung engagierte er sich von da an in der sozialistischen Arbeiterbewegung und widmete sich nächtelang der eigenen Bildung, wofür er als Abstinenzler Zeit erübrigen konnte. 1926 wurde er Hortleiter der sozialdemokratischen Jugendorganisation Kinderfreunde in St. Veit an der Glan (Kärnten) und bereits mit 24 Jahren sozialistischer Parteisekretär in diesem Bezirk. Er hatte bereits insgeheim mit dem Verbot der SDAP gerechnet und sich auf die Illegalität vorbereitet. Als es dann so weit war und er Anfang 1934 im Rahmen des Februaraufstands verhaftet wurde, konnte man bei ihm kein belastendes Material finden. Letztlich wurde er drei Monate im Polizeigefängnis Villach festgehalten, wo er Versuchen, ihn zu einer Zusammenarbeit mit der Vaterländischen Front zu gewinnen, widerstand. Er kam unter der Bedingung, Kärnten zu verlassen, frei und ging nach Wien, wo er sich bei den illegalen Revolutionären Sozialisten engagierte und seine spätere Ehefrau, die reiche Amerikanerin Muriel Gardiner kennenlernte.
1934 nahm er an der ersten Landeskonferenz der „Revolutionären Sozialisten“ teil, die in Brünn stattfand. Da sich unter den Männern ein Spitzel befand, wurden alle Anwesenden, darunter die Parteivorsitzenden (Manfred Ackermann und Karl Hans Sailer), aber auch der junge Bruno Kreisky verhaftet. Buttinger entging als einziger der Verhaftung, weil er sich für seine Reise nach Brünn die Einladung einer Privatfirma beschafft hatte und sich so als Geschäftsreisender ausgeben konnte. Bei der 1935 erfolgten Bildung eines neuen Zentralkomitees der „Revolutionären Sozialisten“, wurde Buttinger deren Vorsitzender. Als knapp 30-jähriger war er somit der führende Kopf der illegalen Sozialdemokratie Österreichs. Mit dem Segen des in die Tschechoslowakei emigrierten Otto Bauer strukturierte er sie von einer Massenpartei zu einer konspirativen Kaderpartei um. Dank Muriel Gardiner gelang es ihm, drei Jahre in Wien unentdeckt zu leben und zu publizieren: Er konnte in einer kleinen Wohnung wohnen, die sie zusätzlich zu ihrer offiziellen Wohnung als Untermieterin nutzte (so dass die Behörden nicht wussten, dass sie die Mieterin war), und auch in ihrem Wochenendhaus in Sulz im Wienerwald.
Buttinger war sich früh darüber im Klaren, dass die Nationalsozialisten in Österreich einmarschieren würden und überzeugte viele von der Notwendigkeit zu fliehen; Muriel Gardiner half mit Geld und besorgte in Brünn gefälschte Pässe. Nur bei Robert Danneberg und Käthe Leichter waren seine Warnungen erfolglos. Selbst flüchtete Buttinger mit einem gefälschten tschechoslowakischen Pass am 11. März 1938 in Begleitung von Muriel Gardiners erst siebenjähriger Tochter nach Paris und für kurze Zeit weiter nach Brüssel, wo er mit Otto Bauer und Friedrich Adler eine Einigung über die Zusammenlegung der Revolutionären Sozialisten mit Otto Bauers Auslandsbüro der österreichischen Sozialdemokraten (ALÖS) zur Auslandsvertretung der österreichischen Sozialisten (AVOES) erzielte. Muriel Gardiner blieb noch bis zum Abschluss ihres Medizinstudiums im Juni 1938 in Wien und zog dann ebenfalls nach Paris.
Diese Auslandsvertretung trat am 1. April 1938 unter Buttingers Führung zu einer zweitägigen Sitzung zusammen. (Sitzungsteilnehmer: Joseph Buttinger, Friedrich Adler, Otto Bauer, Otto Leichter, Oscar Pollak, Karl Hans Sailer, Manfred Ackermann und Josef Podlipnig) Das Ergebnis ging als Brüssler Deklaration (auch Brüssler Manifest) an die Öffentlichkeit und sollte die Exilpolitik bis Kriegsende bestimmen. Dieser Kurs der Verweigerung von Kontakten mit anderen österreichischen Exilgruppierungen und der Verweigerung der Zusammenarbeit mit den Gastländern (Details siehe AVOES) stieß auch innerhalb der AVOES zunehmend auf Kritik und war der wichtigste Grund für den Ausstieg Buttingers aus der Politik im Jahr 1942, der gemeinsam mit seinen engsten Mitarbeitern erfolgte. Friedrich Adler führte diesen Kurs bis 1945 weiter. Buttinger erhielt 1943 die US-amerikanische Staatsbürgerschaft.

## Der Ostasienexperte
Nach dem Ausscheiden aus der Auslandsvertretung der österreichischen Sozialisten absolvierte Buttinger in den USA ein Universitätsstudium. Von 1945 bis 1947 war er als Europadirektor des International Rescue Committee in Paris und Genf tätig. Im Zuge des Vietnamkrieges der USA unternahm er mehrere Studienreisen in dieses Land und etablierte durch zahlreiche Publikationen seinen Ruf als Ostasienexperte. Nebenbei baute er eine zirka 50.000 Bände umfassende sozialpolitische Studienbibliothek („Joseph-Buttinger-Sammlung“) auf, die aufgrund einer letztwilligen Verfügung im Jahr 1971 mit Masse an die Universitätsbibliothek Klagenfurt kam. Seine über Südostasien gesammelte Literatur befindet sich als Vietnam-Studienbibliothek an der Harvard University (USA).

## Buttingers Überzeugungen
Buttinger agierte während seiner Funktion als Vorsitzender der Revolutionären Sozialisten als überzeugter Marxist und Gegner des Reformismus. Als Schüler von Otto Bauer setzte er dessen austromarxistischen Kurs fort, wobei er Bauers Scheitern auf dessen Toleranz gegenüber dem Reformismus zurückführte, gegen den er stets auftrat. Diese revolutionäre Kompromisslosigkeit fand Ausdruck im Brüssler Manifest des Jahres 1938 und wurde u. a. von Friedrich Adler und Otto Bauer mitgetragen. Die im Manifest definierte Exilarbeit orientierte sich allein am Ziel, den vereinten deutschen und österreichischen Sozialisten vor Ort den Rücken freizuhalten, um nach dem Sturz Hitlers die beiden Länder revolutionär umzugestalten. Die Wahrscheinlichkeit einer autonomen Formierung starker revolutionärer Kräfte in diesen Ländern war jedoch von Anbeginn an gering. Die Chancen mit solchen Kräften eine Revolution ohne Eingreifen anderer Mächte auch durchführen zu können, waren noch geringer und schwanden im Verlauf des Krieges und mit dem Beginn des Kalten Krieges gänzlich dahin. Diese Einsichten waren neben den Auseinandersetzungen mit seinen Mitstreitern (vor allem Leichter und Pollak) der Hauptgrund für seinen – nicht kommentierten – Ausstieg aus der Politik im Jahr 1942.
Bei seinen eher seltenen Österreichbesuchen hat es Buttinger stets vermieden, seinen aktuellen politischen Standpunkt zu definieren bzw. die aktuelle Lage der österreichischen Arbeiterbewegung zu kommentieren bzw. deren Zukunftsperspektiven zu beleuchten.

## Buttingers Erbe
Bruno Kreisky (in der Untergrundphase selbst Revolutionärer Sozialist) bezeichnete Buttinger anlässlich einer Nachkriegs-Ehrung als Helden, der es, wenn er nach Österreich zurückgekehrt wäre, wahrscheinlich zum Bundeskanzler gebracht hätte.
Dies entsprach nicht ganz der Einschätzung und den Wünschen vieler Parteifunktionäre der SPÖ, hatte doch Buttinger in einer sehr aufschlussreichen, schonungslosen Darstellung seiner Tätigkeit im Untergrund und im Exil (Am Beispiel Österreichs) beschrieben, wie die Sozialdemokratie dem Faschismus gegenüber versagt hatte und dabei nicht mit Kritik an seinen Mitstreitern gespart. Dies und die Tatsache, dass seine Exilpolitik umstritten blieb, hat dazu geführt, dass Buttinger in der offiziellen Geschichte der Sozialdemokratischen Partei Österreichs keine bzw. nur eine marginale Rolle spielt.

## Auszeichnungen
- 1971: Großes Goldenes Ehrenzeichen für Verdienste um die Republik Österreich[3]
- 1977: Ehrendoktorat der Universität Klagenfurt

## Schriften (Auswahl)
- Gustav Richter [= Joseph Buttinger], Die legalen Arbeiterorganisationen und der Sozialismus in Österreich. O. o., o. J. [Illegale Publikation ca. 1937].
- Am Beispiel Österreichs – ein geschichtlicher Beitrag zur Krise der sozialistischen Bewegung, Köln 1953.
  - Das Ende der Massenpartei. Am Beispiel Österreichs. Verlag Neue Kritik, Berlin 1972.
- Der kampfbereite Drache – Vietnam nach Dien Bien Phu, 1968.
- Vietnam – a political history, 1968.
- Rückblick auf Vietnam, 1976.
- Ortswechsel – die Geschichte meiner Jugend, Frankfurt/Main 1979.